# Quinquerreme

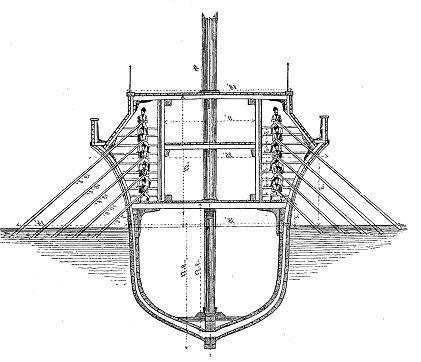
Interpretación del del sistema de un quinquerreme, con cinco niveles de remos

Un quinquerreme (del griego antiguo πεντήρης/pentērēs, latín quinquerēmis, donde quinque="cinco" y remus="remos") era un barco de guerra propulsado por remos, desarrollado a partir del trirreme. Fue usado por los griegos del periodo helenístico y, luego, por la flota cartaginesa y por la romana, desde el siglo IV a. C. hasta el siglo I a. C.

## Historia
Durante mucho tiempo, la palabra griega penteres confundió a los historiadores modernos. Si los quinquerremes eran análogos a los trieres, deberían haber llevado cinco órdenes de remeros, pero una galera así debió haber sido imposible de construir y en el caso contrario sería muy inestable.
En el siglo IV a. C., después de la guerra del Peloponeso, hubo escasez de remeros experimentados para que remasen en grandes trirremes. 
Después de la Expedición a Sicilia, en 413 a. C., devino evidente que los remeros de las filas superiores eran vulnerables a los disparos de proyectiles, por lo que se decidió protegerlos con un puente superior.
En Siracusa la búsqueda de diseños de galeras que ayudaran a los remeros a usar su fuerza muscular en lugar de las habilidades que tuvieran, liderada por Dionisio I (c. 405-367 a. C.), dio como resultado los tetreres (cuatrirremes) y los penteres (quinquerremes). En 399 a. C. formaba parte del mayor programa de armamento naval dirigido contra los cartagineses.
Estos quinquerremes no parecen haber sido más estables que sus antecesores los trirremes, ni más rápidos, Los griegos, bien sea por conservadurismo o a causa de la escasez de remeros entrenados, siguieron empleando el trirreme como la principal fuerza de las marinas de guerra de la época.
Fuentes posteriores hablaron de hexeres, hepteres y galeras aún más grandes; claramente un proceso de clasificación diferente se encontraba en camino.
Durante la mayor parte del siglo IV a. C., el quinquerreme fue el tipo más pesado de buque de guerra, y, a menudo utilizado como buque insignia de las flotas compuesta por trirremes y cuatrirremes. Sidón hacía uso de ellos en 351 a. C., y fondeaban en Atenas en 324 a. C.
En el Mediterráneo oriental fueron sustituidos por los polirremes que comenzaron a aparecer en las dos últimas décadas del siglo IV a. C., pero en el occidental constituían la espina dorsal de la marina de Cartago. Contaba con una tripulación de 400 hombres: un destacamento de 70 a 120 soldados que colocaban sus escudos en las bordas, y 300 marineros de los que 270 eran remeros que se disponían en tres órdenes: dos remeros en el orden superior, dos en el medio y uno en el inferior. 
Cuando la República romana, que hasta entonces carecía de una flota importante, se vio envuelta en la primera guerra púnica con Cartago, el Senado romano mandó construir una flota de 100 quinquerremes y 20 trirremes. Según Polibio, los romanos capturaron un quinquerreme cartaginés y lo usaron como modelo para sus propios barcos, pero indica que las copias romanas eran más pesadas que los barcos cartagineses, cuya construcción era mejor. El quinquerreme proveyó las bestias de carga de las flotas romana y cartaginesa en sus conflictos, aunque cuatrirremes y trirremes también son mencionados. De hecho, era tan omnipresente que Polibio lo utiliza como abreviatura de buque de guerra en general.
Polibio informa de que en la batalla del Cabo Ecnomo los quinquerremes romanos transportaban un total de 420 tripulantes, de los cuales 300 eran remeros y el resto marinos. Dejando a un lado la tripulación de cubierta de unos 20 hombres, y aceptando el patrón 2-2-1 de remeros, el quinquerreme tendría 90 remos por cada lado, y 30 filas de remeros.
Un quinquerreme podía tener una eslora de unos 45 m, una manga de 5 m al nivel del agua, con la cubierta 3 m por encima del mar, y desplazaba alrededor de 100 toneladas. Polibio es explícito al decir que el quinquerreme es superior al viejo trirreme, que se mantuvo en servicio en un número significativo de pequeñas fuerzas navales. Cuentan Tito Livio y Diodoro Sículo que el quinquerreme siendo más pesado, tenía un mejor rendimiento que los trirremes con mal tiempo.

## Construcción y tripulación
No hay descripciones explícitas o restos arqueológicos de quinquerremes, por lo que su forma de construcción es imprecisa. Los historiadores modernos parecen haberse puesto de acuerdo en el hecho de que los números usados para describir las galeras de guerra tenían en cuenta el número de filas de hombres en cada lado, no el número de remos.  Hay, por consiguiente, tres posibles diseños de quinquerreme: un orden de remeros a cada lado con cuatro hombres, dos órdenes de remeros a cada lado con dos hombres en el orden superior o tres órdenes de remeros a cada lado con dos hombres en el orden superior. (Probablemente se construyeron galeras de los tres tipos). Los quinquerremes debieron haber tenido tres órdenes de remeros, con dos hombres en el orden superior, dos en el medio y uno en el inferior, dando así cinco remeros por cada fila.
Según Polibio, la tripulación de un quinquerreme constaba de 300 remeros, 120 hoplitas y 50 marineros. El historiador Fik Meijer sugiere que los remeros estaban repartidos así en cada lado:
- 58 tranitas empujaban los 29 remos superiores.
- 58 zigitas a cargo de los 29 remos intermedios.
- 34 talamitas se encargaban de los 34 remos inferiores.